# Days of Future Passed
Days of Future Passed è il secondo album ufficiale dei The Moody Blues, realizzato nel 1967.

## Il disco
È il primo album dove vengono introdotti i due nuovi membri Justin Hayward, chitarrista, e John Lodge, bassista. Utilizzando la London Festival Orchestra per gli epici interludi strumentali tra le canzoni, Days of Future Passed allontana la band di Birmingham dalle radici Rhythm and blues verso un rock psichedelico e progressivo.
Molti ritengono che Days of Future Passed sia il primo album di progressive rock. È uno dei primi concept album rock.
Tra i vari brani celebri di questo disco, maggiormente si ricordano Tuesday Afternoon (Forever Afternoon) e Nights in White Satin, una delle canzoni più rappresentative del gruppo.
Days of Future Passed si basa sulla Sinfonia n. 9 di Antonín Dvořák, Dal nuovo mondo.
Nel 2017, in occasione del 50º anniversario dall'uscita dell'album, la band lo ha riproposto in un concerto dal vivo dal quale è stata tratta la "deluxe edition", un DVD contenente 19 brani, edito dalla Eagle Rock Productions.

## Tracce
Tutte le tracce erano originariamente accreditate a Peter Knight e Justin Hayward (sotto lo pseudonimo di Redgrave), eccetto dove indicato.
Lato A
1. The Day Begins – 5:51 (Knight, Edge)
2. Dawn: Dawn is a Feeling – 3:49 (Pinder)
3. The Morning: Another Morning – 3:56 (Thomas)
4. Lunch Break – 5:49 (Knight, Lodge)

Lato B
1. The Afternoon – 8:29 (Hayward, Lodge)
2. Evening – 6:40 (Pinder, Thomas)
3. The Night – 7:26 (Hayward, Edge)

## Tracce edizione Deluxe
1. Tuesday Afternoon – 4:20  alternate mix
2. Dawn Is A Feeling – 2:19  alternate version
3. The Sun Set – 2:49  alternate version without orchestra
4. Twilight Time – 2:27  alternate vocal mix
5. Night In White Satin – 4:26  mono mix from single released November 1967
6. Fly Me High – 2:54  Recorded March 30, 1967; released as single May 1967 - (Hayward)
7. I Really Haven't Got The Time – 3:07  Recorded March 30, 1967; released as b-side May 1967 - (Pinder)
8. Love & Beauty – 2:23  Recorded July 17, 1967; released as single September 1967 - (Pinder)
9. Leave This Man Alone – 2:58  Recorded July 17, 1967; released as b-side September 1967 - (Hayward)
10. Cities – 2:23  Recorded July 17, 1967; released November 1967 as b-side to "Nights in White Satin" - (Hayward)
11. Long Summer Days – 3:12  Recorded May 19, 1967 and released on Caught Live + 5 - (Hayward)
12. Please Think About It – 3:40  Recorded June 29, 1967 and released on Caught Live + 5 - (Pinder)
13. Don't Let Me Be Misunderstood – 2:23  live May 9, 1967 for BBC Saturday Club - (Bennie Benjamin/Gloria Caldwell/Sol Marcus)
14. Love & Beauty – 2:12  live September 20, 1967 for BBC Easybeat
15. Leave This Man Alone – 2:52  live September 20, 1967 for BBC Easybeat
16. Peak Hour – 3:22  live September 20, 1967 for BBC Easybeat
17. Nights in White Satin – 3:48  live January 1, 1968 for BBC Dave Symonds
18. Fly Me High – 2:45  live January 1, 1968 for BBC Dave Symonds
19. Twilight Time – 2:08  live January 1, 1968 for BBC Dave Symonds

## Formazione
- Justin Hayward - chitarra, piano, tastiere, voce
- John Lodge - basso, chitarra elettrica, voce
- Michael Pinder - tastiere, mellotron, piano, voce
- Ray Thomas - flauto, percussioni, tastiere, voce
- Graeme Edge - batteria
- Peter Knight - conduttore, arrangiamenti
- The London Festival Orchestra

## Produzione
- Tony Clarke - produttore
- Derek Varnals - ingegnere del suono
- Hugh Mendl - produttore esecutivo
- David Anstey - cover design
- Steven Fallone - digital remastering